# Эвридактилодесы
Эвридактилодесы (Eurydactylodes) — род ящериц семейства Diplodactylidae инфраотряда гекконообразных. Все виды являются эндемиками островов Новой Каледонии.
Гекконы ведут ночной образ жизни. Особенностью представителей рода является липкий, зловонный секрет, выделяемый парными железами на хвосте. Гекконы ведут древесный образ жизни и хвост служит им вспомогательным средством для хватания.

## Виды
- Eurydactylodes agricolae
- Eurydactylodes occidentalis
- Симметричный эвридактилодес (Eurydactylodes symmetricus)[1]
- Eurydactylodes vieillardi